# جان کوک
جان کوک (انگلیسی: John Cocke؛ ۳۰ مهٔ ۱۹۲۵ – ۱۶ ژوئیهٔ ۲۰۰۲) یک دانشمند در زمینه علوم رایانه اهل ایالات متحده آمریکا بود که به خاطر سهم بزرگش در معماری رایانه و بهینه‌سازی طراحی کامپایلر شناخته شد. بسیاری او را "پدر معماری رایانه کم دستور" می‌دانند.
وی همچنین برنده جوایزی همچون جایزه تورینگ و مدال ملی فناوری و نوآوری شده است.

## زندگی‌نامه
او در شارلوت، کارولینای شمالی، ایالات متحده به دنیا آمد. او در دانشگاه دوک تحصیل کرد و در سال ۱۹۴۶ مدرک کارشناسی را در رشته مهندسی مکانیک و پی‌اچ‌دی را در ریاضیات در سال ۱۹۵۶ دریافت کرد. 
در سال ۲۰۰۲، او به‌خاطر توسعه و پیاده‌سازی مجموعه دستورالعمل‌های کاهش‌یافته معماری رایانه و فناوری بهینه‌سازی برنامه، عضو موزه تاریخ رایانه شد.
او در ولهالا، نیویورک، ایالات متحده آمریکا درگذشت.